# Juraj Cintula
Juraj Cintula (1953) é um escritor eslovaco, poeta e compositor, especialmente conhecido por ter atentado contra o primeiro-ministro de Eslováquia, Robert Fico, a 15 de Maio de 2024.
Natural de Levice, foi um dos fundadores do clube literário eslovaco "DÚHA", em 2005, presidindo-o desde 2008, quando o clube se transformou numa entidade não lucrativa, até 2016. Escreveu três obras poéticas: "Sen rebela", "Díptic", "Osy". Em 2010, publicou o romance "Posolstvo obete", e em 2015, "Efata", um livro sobre os ciganos. É membro da Associação de Escritores Eslovacos desde 2015, e do Rainbow Literary Club.
Em 2016, anunciou na internet que estava a recolher assinaturas para a criação do partido político "Movimento contra a Violência".
Em 15 de Maio de 2024 fez uma tentativa de assassinato contra Robert Fico, primeiro-ministro da Eslováquia, na cidade de Handlová, em consequência da qual recebeu ferimentos de bala e foi hospitalizado. Juraj disparou com uma pistola de chumbos de canhão curto, que possuía legalmente, sendo logo imobilizado pelos seguranças de Fico.